# Montreuil-le-Chétif
Montreuil-le-Chétif é uma comuna francesa na região administrativa do País do Loire, no departamento de Sarthe. Estende-se por uma área de 14.64 km². Em 2010 a comuna tinha 305 habitantes (densidade: 20,8 hab./km²).